# Bethenmoos

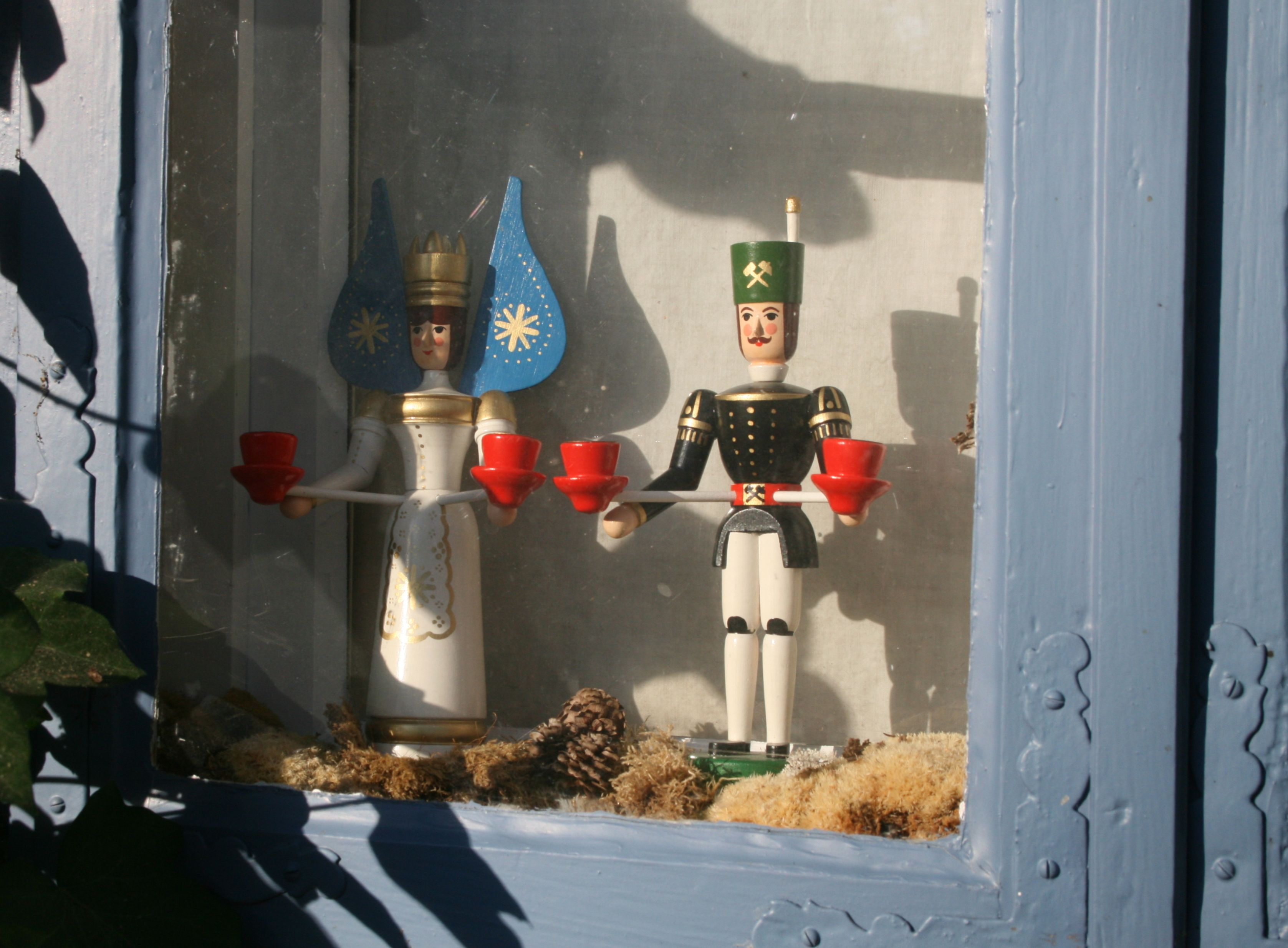
Engel und Bergmann auf einem Moospolster zur Advents- und Weihnachtszeit

Als Bethenmoos (Schwanzwort aus Elisabethenmoos) wurde im Erzgebirge eine Moosauflage bezeichnet, die traditionell bis etwa in die Mitte des 20. Jahrhunderts zur Weihnachtszeit sehr häufig auf die Fensterbänke gelegt wurde. 

## Beschreibung
Die Moospolster wurden traditionell am 19. November, dem Tag der heiligen Elisabeth, aus dem Wald geholt.
Ursprünglich hatte das Moospolster die Funktion,  in der Adventszeit, in der die Fenster mit Leuchtern geschmückt und die Fensterläden nicht geschlossen wurden, die Zugluft fernzuhalten, um die Bildung von Eisblumen zu verhindern. 
Nach dem Aufkommen der Doppelfenster, die früher im Erzgebirge zu Beginn der Winterzeit von außen vor die Ganzjahresfenster gehängt wurden, diente das Moos als kostenfreies Material auch dem Verstopfen von oberen und seitlichen Ritzen. Auf die Fensterstöcke zwischen äußeren und inneren Fenstern wurde es flächig ausgebreitet. Auf das Moos stellte man Tierminiaturen und weihnachtliche Figuren wie Engel und Bergmann mit dem Gesicht nach draußen, wenn die Fenster im Erdgeschoss zur Straße hin lagen.
Bethenmoos aus dem Wald zu holen, das Auskleiden der Fensterstöcke und die Dekoration der Moospolster am Sonnabend vor dem ersten Advent mit Flechten, Heidekraut sowie Tierfiguren aus Masse oder Holz gehörte zum festen Bestandteil der erzgebirgischen Weihnachtstradition. Heute wird der Brauch des Moosholens genau am Elisabethtag nur noch selten gepflegt, da der Elisabethtag weitgehend vergessen ist und die Notwendigkeit des Auskleidens der Fensterstöcke durch den Einsatz von modernen Fenstern nicht mehr besteht. Aber das Aufstellen von weihnachtlichen Figuren und Tieren auf Moos wird in erzgebirgischen Dörfern durchaus noch praktiziert.